# Roche sédimentaire

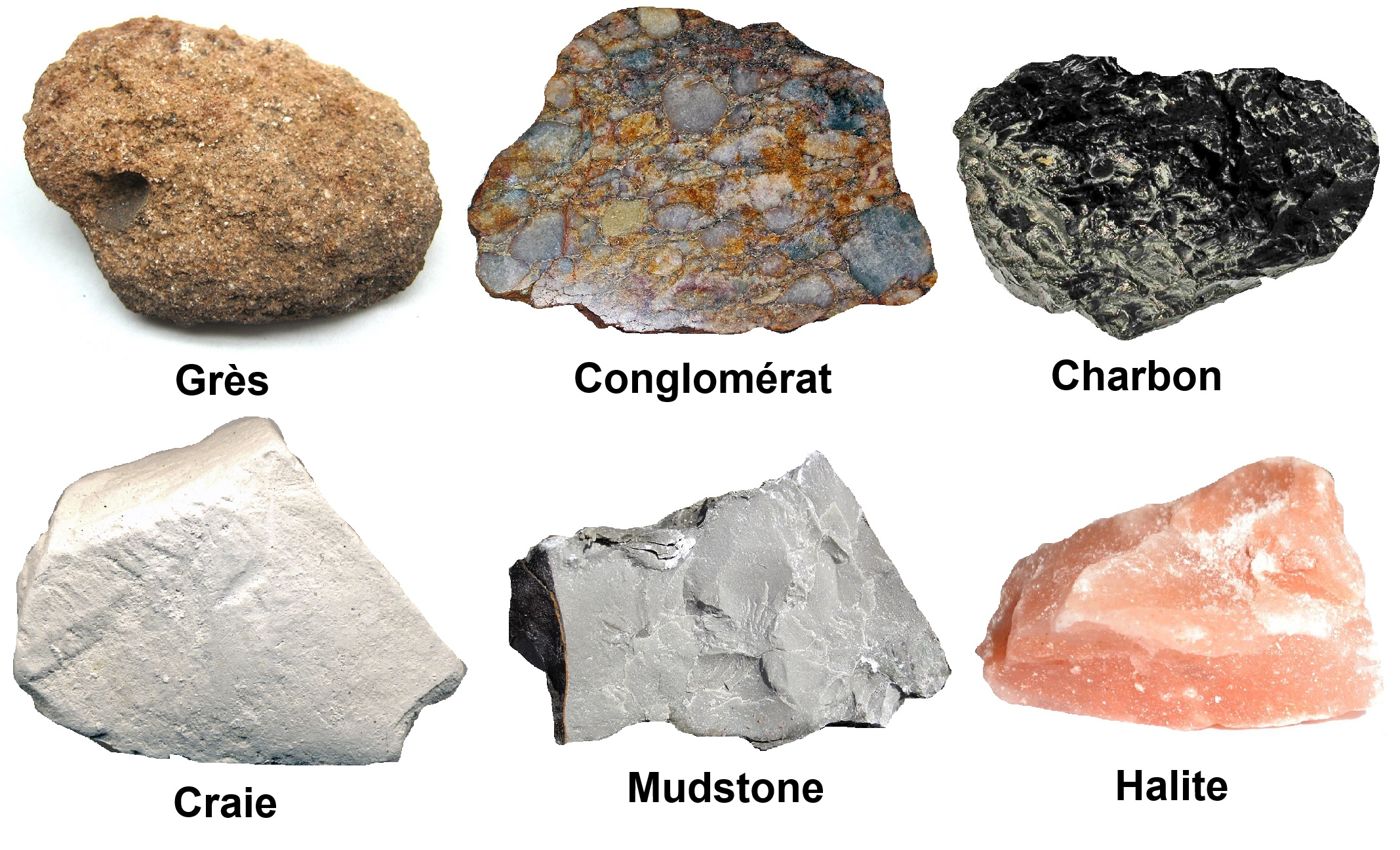
Exemples de roches sédimentaires : grès, conglomérat, charbon, craie, mudstone et halite.

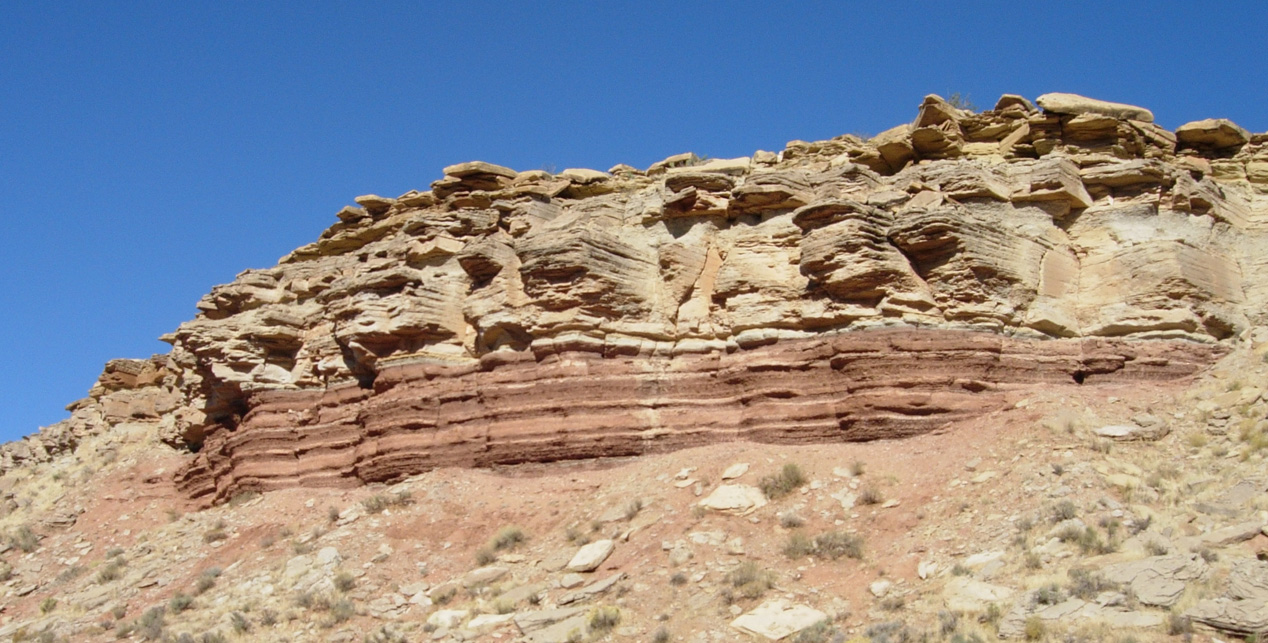
Couches de roches sédimentaires datant du Trias (Utah, États-Unis).

Les roches sédimentaires proviennent de l'accumulation de sédiments qui se déposent le plus souvent en couches ou lits superposés, appelés strates. Elles résultent de l'accumulation de sédiments divers, c'est-à-dire d'éléments solides (clastes : morceaux de roches ou fragments minéraux, débris coquilliers, etc.) et de précipitations à partir de solutions (elles-mêmes constitutives ou à l'origine de ciments, souvent intercalaires entre grains, particules ou clastes). On rassemble sous le nom de diagenèse l'ensemble des processus par lesquels les dépôts issus de l'érosion sont transformés en roches sédimentaires.
Les principales catégories de roches sédimentaires sont les roches détritiques, les plus abondantes, les roches biogènes ou physico-chimiques, mettant en jeu des équilibres chimiques dans des conditions de température et de pression externes, que ce soit à la surface des continents ou au fond des mers ou des océans.
Les roches sédimentaires exposées à la surface de la Terre sont aujourd'hui principalement constituées de mudrocks (~ 60 %), de volcanoclastites (~ 17,6 %), de grauwackes (~ 2,6 %), d'arkoses (~ 5,3 %), de grès de quartz (~ 7,5 %), calcaires et dolomies (~ 6,0 %), et évaporites (~ 1,0 %). Avec les produits d'altération des roches ignées, ils forment la source des sédiments fournis aux côtes du monde par les écoulements fluviaux et glaciaires.

## Des roches exogènes très variées, bien présentes en surface

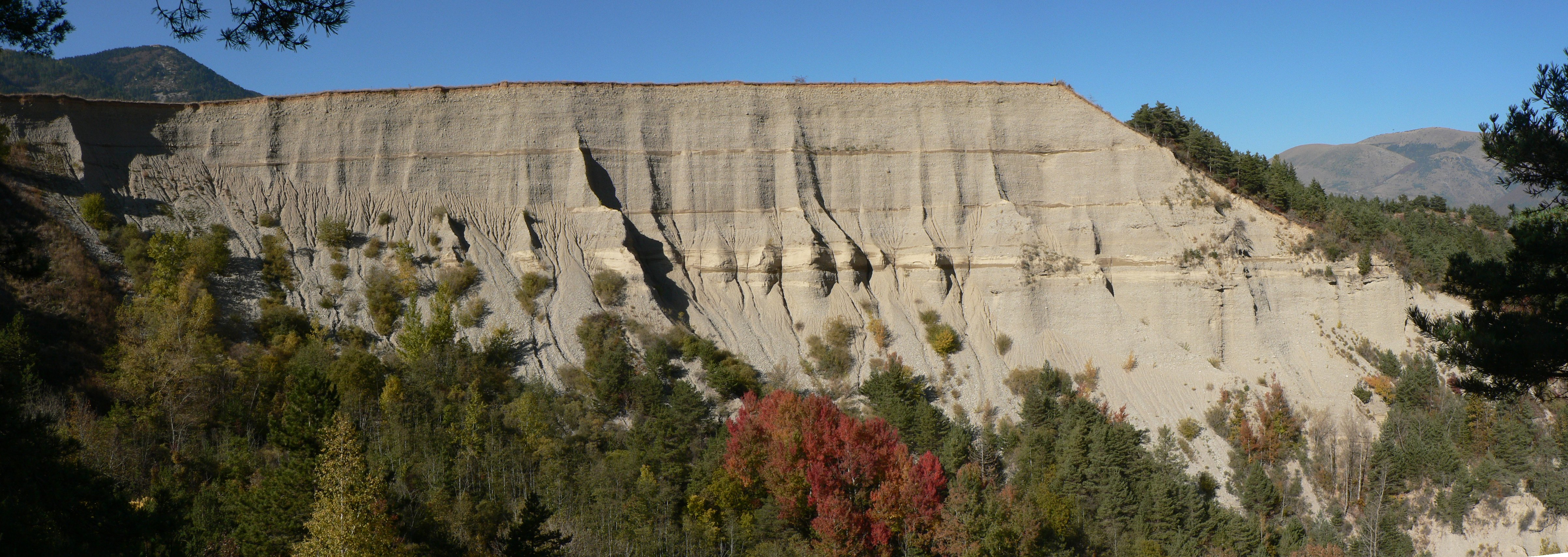
Sur cette falaise du Trièves apparaissent différentes couches de la roche sédimentaire.

Elles sont dites roches exogènes, c'est-à-dire qui se forment à la surface de la croûte terrestre. Parmi celles-ci, les roches sédimentaires se distinguent des roches résiduelles formées localement à partir des roches existantes, auxquelles les eaux ont enlevé des éléments en solution (argiles résiduelles, bauxite, paléosols, etc.).
Les roches sédimentaires affleurent dans 73 % des cas de la surface des continents, mais en considérant l'ensemble de la croûte terrestre (depuis la surface jusqu'à 35 km de profondeur sous un relief plat), elles ne constituent plus que 8 % de son volume total.
Elles demeurent très variées, du fait du grand nombre de facteurs affectant leur genèse : nature des matériaux désagrégés et altérés, mode et type d'altération et d'érosion, mode de transport, zones de dépôts ou bassin sédimentaires, modalités de la diagenèse, etc.

## Esquisses de classification des roches sédimentaires

### Selon leur principal mode de formation et leur nature

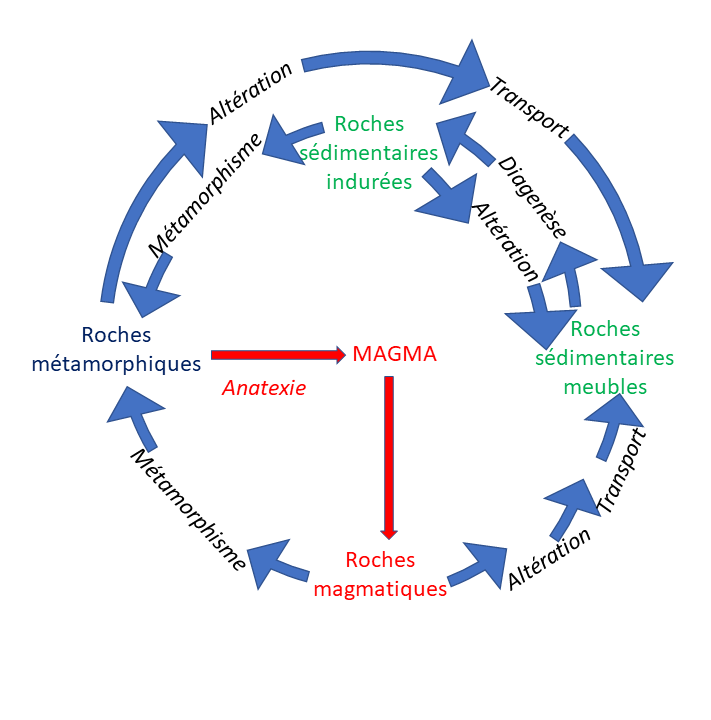
Différents modes de formation des roches.

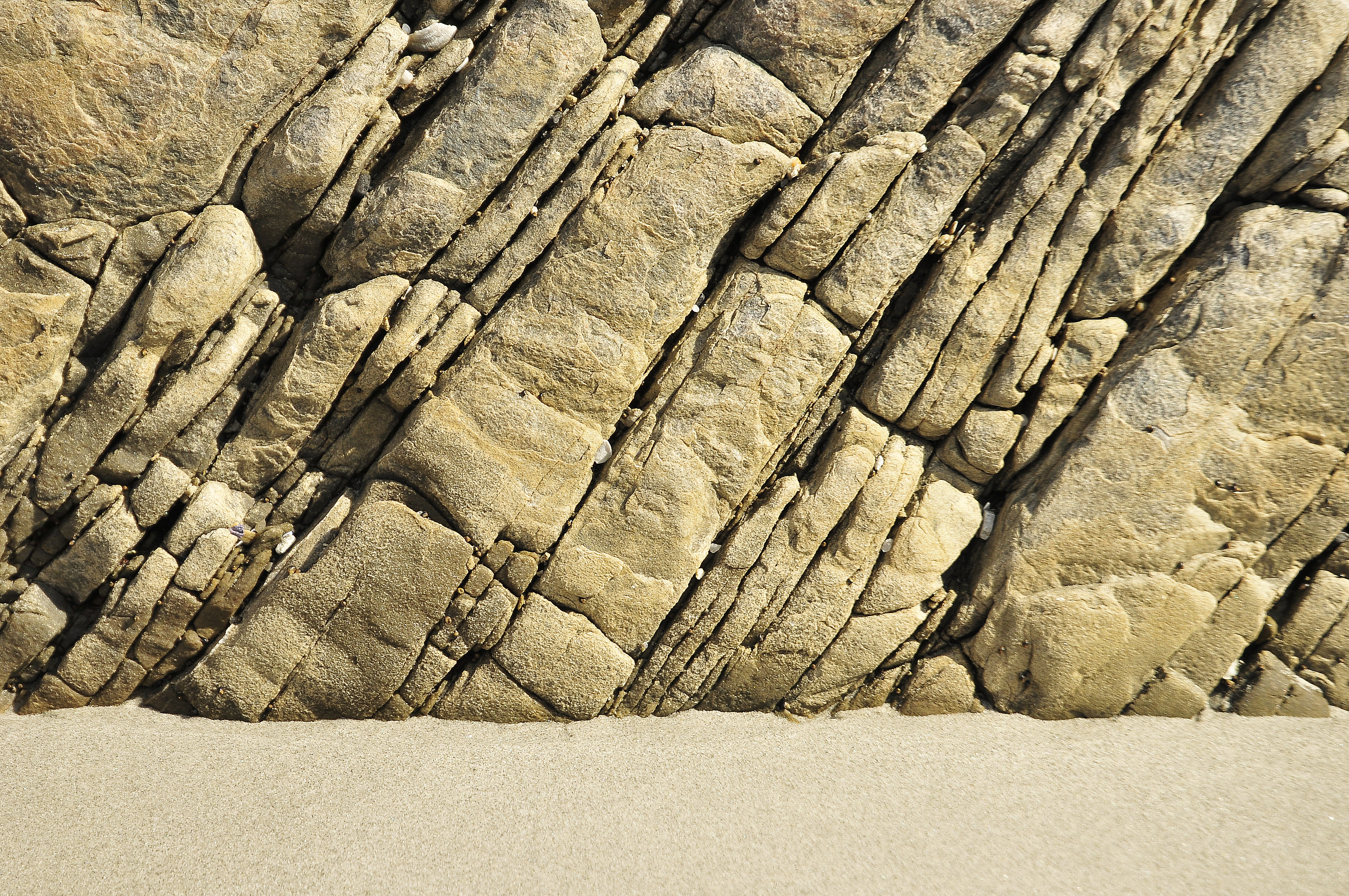
Couches de grès près de Port Nolloth (Afrique du Sud).

Le classement génétique est le suivant :
- les roches détritiques ou clastiques :
  - les roches détritiques terrigènes (ex. : silicoclastiques[précision nécessaire]) : elles proviennent de l'accumulation de fragments de minéraux et de roches préexistantes continentales, comme le grès, le sable, le limon, le lœss, l'argile. Les constituants (sédiments) de ces roches ont d'abord été transportés par les cours d'eau jusqu'aux bassins sédimentaires, mers et océans dont ils tapissent ensuite le fond,
  - les roches pyroclastiques, provenant de l'accumulation de débris projetés par les volcans, parfois puissamment remaniés par les eaux courantes, par exemple les cendres, cinérites, lapilis, tufs… ;
- les roches biogènes ou physico-chimiques : elles comprennent les roches organogènes ou biogènes : elles sont liées à l'activité des organismes vivants et proviennent de l'accumulation et de la transformation de matière organique. Exemples : le charbon, le pétrole.

Mais aussi les roches biochimiques : elles sont aussi liées à l'activité des organismes vivants mais proviennent de l'accumulation de certains des éléments minéraux qu'ils synthétisent (coquilles, tests, os). Ces squelettes minéralisés peuvent être fragmentés pour former des bioclastes (débris de squelette d'organisme). Il peut y avoir transport mais il existe aussi des organismes constructeurs qui construisent eux-mêmes la roche, comme les récifs coralliens ou des micro-organismes qui contribuent à la précipitation de certains minéraux. Il est souvent difficile de faire la part du vivant et du chimique dans l'élaboration de ces roches sédimentaires, d'où l'appellation de roches biochimiques. Exemples : le calcaire, la craie ;
Mais il est préférable de distinguer :
- les roches carbonatées, d'origine non terrigène, parmi lesquelles il est pertinent de distinguer les roches carbonatées bioclastiques et les roches carbonatées physico-chimiques ;
- les roches siliceuses ;
- les roches carbonées ;
- les roches évaporitiques ou roches salines : la halite, dénommé aussi sel gemme ou chlorure de sodium, le gypse, l'anhydrite, la sylvine, la sylvinite, la carnallite et autres sels de potasse et de magnésium, les nombreux sulfates tels que la thénardite, la mirabilite, la célestine, la barytine… ;
- les roches phosphatées ;
- les roches ferrugineuses ;
- les roches glauconieuses ;
- les roches alumineuses, dont les bauxites…

La difficulté de ce type de classement mixte réside dans le fait qu'il existe des roches silico-argilo-carbonatées d'origine détritique et biochimique à la fois. De plus, toutes les formes intermédiaires entre les différents critères de classement se rencontrent dans les affleurements naturels.

### Selon leur nature
Un classement minéralogique minimal peut être :
- les roches siliceuses ;
- les roches carbonatées ;
- les argiles ;
- les roches salines ou évaporites ;
- les roches carbonées ;
- les roches phosphatées ;
- les roches ferrifères.

Du fait de leur formation, les roches sédimentaires se présentent généralement impures et en plusieurs couches.

## Propriétés
Les différentes caractéristiques des roches sédimentaires permettent de définir un faciès, correspondant à des conditions particulières de dépôt.

### Lithologie
La composition ou minéralogie du sédiment.

### Structures sédimentaires
On appelle structure sédimentaire la configuration tridimensionnelle des ensembles de roches sédimentaires. Ces structures comprennent notamment des reliefs de lit ou de flux (laminations, rides de courant, dunes et antidunes, etc.), des structures d'érosion ou de dépôt, des structures de déformation, des fentes de dessiccation, diverses structures d'origine biologique et des structures acquises secondairement.

### Fossiles
Nature, distribution, préservation d'éventuels fossiles.

### Couleur

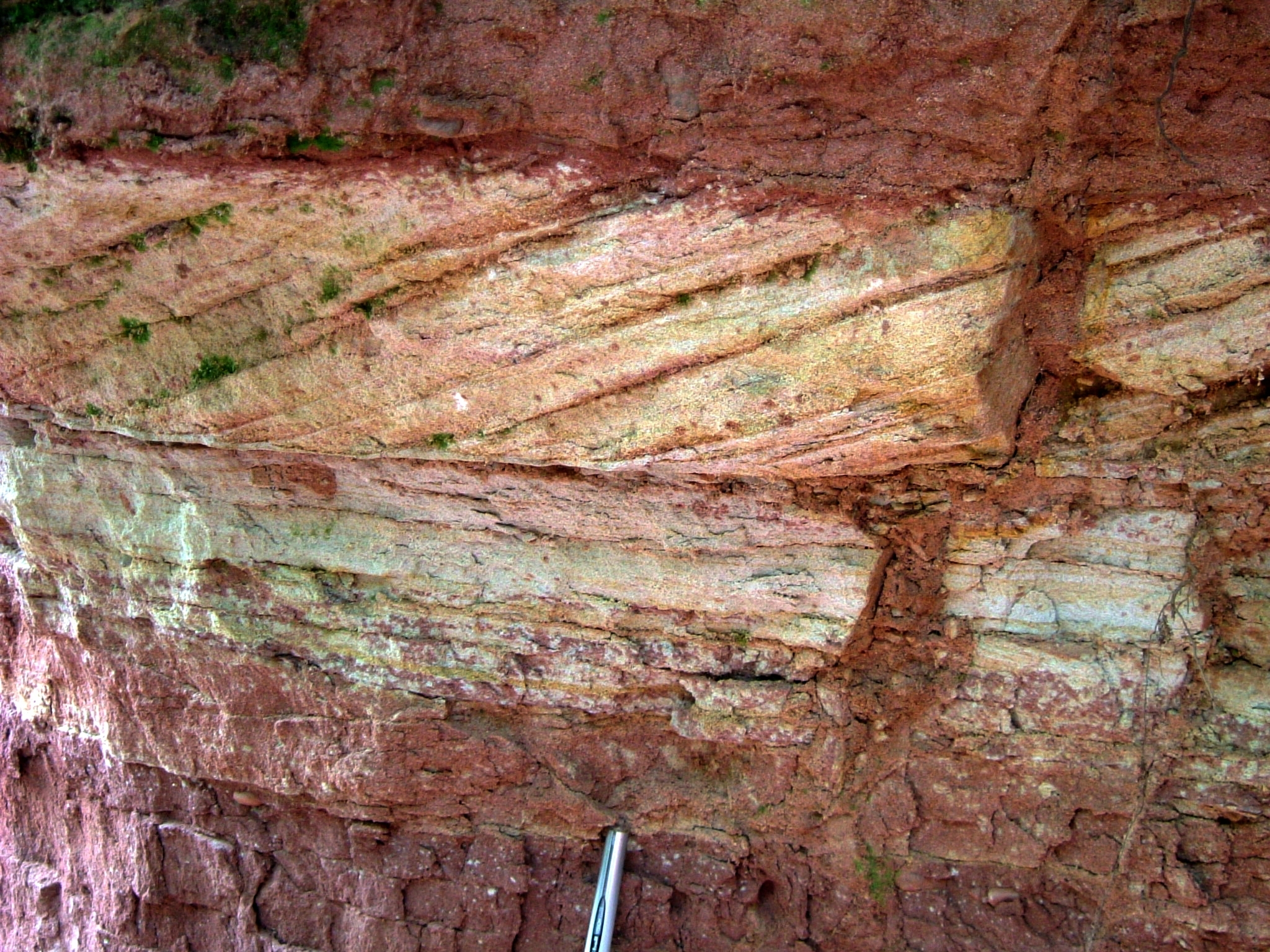
Couches de grès coloré dans la Forêt palatine (Allemagne).

La couleur des roches sédimentaires est due ordinairement à la présence des éléments accessoires. Sans eux, elles seraient généralement de teinte blanchâtre, puisqu'elles sont formées essentiellement de trois éléments qui, à l'état pur, sont incolores ou blancs : le quartz, le kaolin, la calcite. Une roche pâle est donc pauvre en minéraux accessoires colorés. Parmi les roches colorées, les plus fréquentes sont les roches noires, vertes, jaunes, rouges ou violettes.
La teinte noire ou grise résulte généralement de la présence de carbone d'origine organique. Les roches noires les plus fréquentes sont les roches argileuses, les schistes et certains calcaires ; un sédiment formé en eau agitée, où l'oxydation est facile, renferme ordinairement peu de matières charbonneuses. Dans un environnement marin anoxique riche en matière organique, il se forme des minéraux authigènes caractéristiques de ce milieu réducteur, les sulfures de fer (pyrite en milieu neutre, donnant des niveaux jaune-soufre dans la roche ; marcassite en milieu acide, donnant une teinte bleuâtre lorsqu'il est réparti dans la masse sédimentaire en grains microscopiques). Dans un environnement marin oxygéné riche en matière organique, il se forme des minéraux authigènes vert-bleu, la glauconie et la verdine. La teinte grise ou gris verdâtre plus ou moins foncée peut résulter de la présence de grains de roches éruptives telles que des basaltes à olivine.

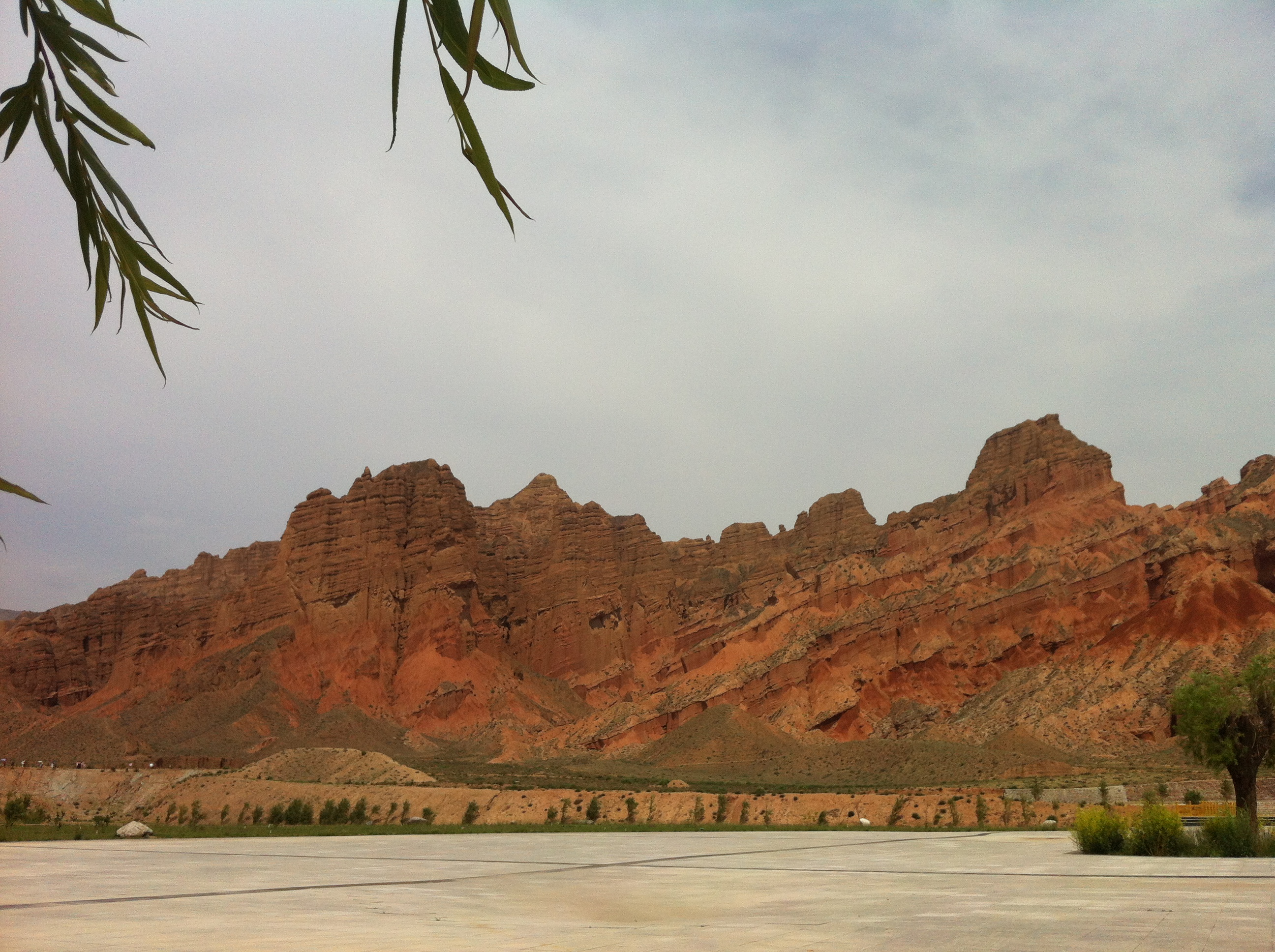
Couches de grès coloré dans le parc géologique national de Zhangye Danxia, province de Gansu (Chine).

L'élément le plus important dans la coloration des roches sédimentaires est le fer. Suivant l'état dans lequel il se trouve, il leur donne la teinte verte, jaune ou rouge ; si des traces du cation manganèse Mn2+ accompagnent le fer divalent Fe2+, le rouge passe au violet. Les teintes rouges, rouille, pourprées ou ocre-jaune sont dues essentiellement à la présence de minéraux d'oxy-hydroxydes de fer (hématite, goethite, limonite dans les dépôts sédimentaires sous forme de ciment, croûte ou d'oolithes dites ferrugineuses, issues de l'altération de minéraux ferro-magnésiens par oxydation et hydratation, altération variable selon l'humidité du milieu) ou de carbonates de fer (sidérite, ankérite). Sur les continents, où il y a plutôt tendance à l'oxydation, comme partout où l'eau a peu de profondeur (zone néritique), ces colorations subsistent. Si ces matériaux détritiques colorés sont entraînés à grande profondeur dans un milieu à tendances réductrices, les minéraux d'oxy-hydroxydes de fer sont réduits, du moins en partie, et les roches prennent une teinte verdâtre devenant noirâtre si la proportion de matières organiques est suffisante. Si la réduction est totale, la roche devient entièrement verte, cette couleur étant due à la présence de glauconie, chlorite, illite, minéraux formés selon le climat, l'eau et la nature de la roche-mère ; si elle est partielle et répartie irrégulièrement, la roche est bigarrée de vert et de rouge.

### Texture
La texture d'une roche sédimentaire est conditionnée par sa taille, la forme et l'orientation de ses clastes. Cette texture est une propriété à petite échelle d'une roche, mais détermine une grande partie de ses propriétés à grande échelle, telles que la densité, la porosité ou la perméabilité.
Une roche sédimentaire peut être constituée de grains (particules) de taille plus ou moins importante, allant pour celles dont l'origine est détritique de l'argile (diamètre de l'ordre du micromètre) aux blocs (de l'ordre du mètre) en passant par les sables (taille millimétrique à centimétrique). Il est aussi possible d'étudier leur granoclassement, c'est-à-dire l'agencement des grains les uns par rapport aux autres ; en général, une strate verra les grains les plus gros à sa base et les grains les plus fins à sa limite supérieure, et des grains comportant peu d'espace entre eux, si celle-ci est bien classée. La morphologie des grains peut aussi être un indicateur important pour les sédimentologues ; si ceux-ci sont plutôt sphériques et bien polis, on peut considérer qu'ils ont été transportés sur une longue distance et été beaucoup érodés avant d'être déposés, contrairement à des grains plus allongés et surtout anguleux. L'orientation des grains quant à elle peut être indicatrice de la direction du courant au moment du dépôt, voire de sa vitesse.

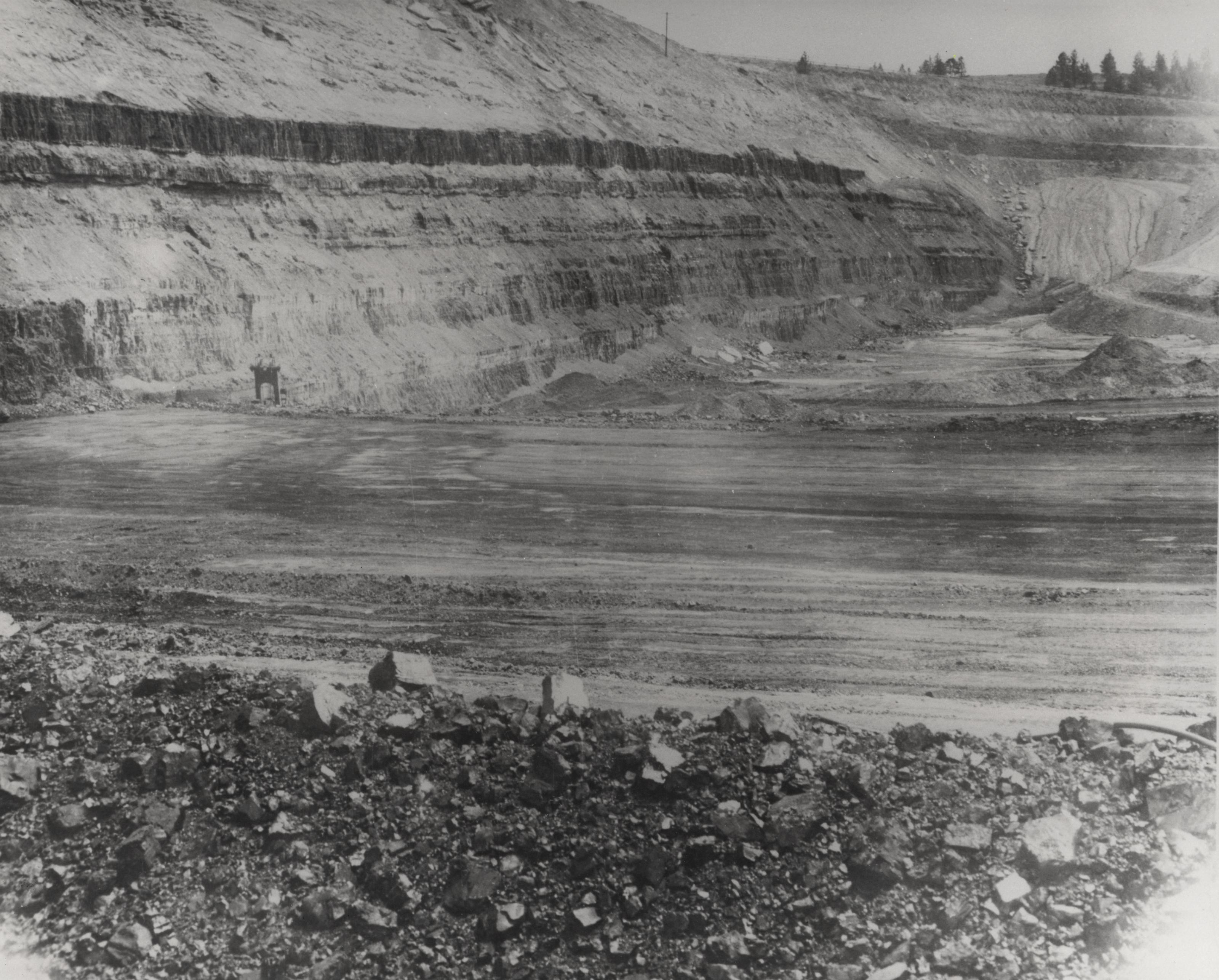
Mine de charbon de Sheridan (Wyoming).

## L'affleurement des roches sédimentaires
Les roches sédimentaires sont portées en surface dans le cadre des grands mouvements tectoniques qui affectent l'écorce terrestre. Le choc des plaques continentales a entraîné l'émergence des fonds marins, qui apparaissent, aujourd'hui, sous forme de bassins ou de formations d'altitude.
Lors de ces mouvements tectoniques, ces roches ont pu être soumises, localement, à des pressions très fortes et à de très hautes températures. Il en est résulté une transformation de ces roches en roches métamorphiques. Les calcaires se métamorphisent en marbres et les argiles en schistes, voire en gneiss.
Les régions sédimentaires sont riches en ressources minérales, en particulier en charbon, pétrole et fer. Le charbon formé par décomposition de forêts au fond des marécages et le pétrole formé de vies marines ensevelies au fond des mers, et certains minerais de fer formés par précipitation en présence d’oxygène, sont généralement piégés entre des couches d'argiles ou de calcaires.